# Бамбуко
Бамбуко — жанр традиционной музыки Колумбии и Венесуэлы.

## Этимология и версии происхождения
Bambuco — традиционная ритмическая музыка Колумбии, полученная в наследство от индейцев кечуа, у которых она выступала и сопровождала производство керамики. Слово bambuco происходит от искажённых wampu (каноэ, плот) и puku (сосуд), то есть wampu puku (сосуд в форме каноэ). Когда испанцы прибыли в Южную Америку, из-за неточного понимания произношения слово было переиначено сначала в wampuku, потом в Bambuco. Последнее является общепринятым ныне произношением. Тем не менее, сейчас идёт спор о другом вероятном значении — ku обозначает «принадлежность». Из последнего вытекает, что слово Bambuco является переиначенным wampu ku, то есть «лодочники». Согласно этой версии, изобретателями bambuco следует считать лодочников из числа индейцев-кечуа.

## Характеристики
Танец в размере ¾ или 6/8 (или чередование этих размеров) .